# Alleröd-Interstadial
| Serie/ (Glazial)                    | Klimastufen            | Zeitraum v. Chr.  |
| ----------------------------------- | ---------------------- | ----------------- |
| Holozän                             | Präboreal              | 9.610–8.690       |
| Pleistozän (Weichsel- -Spätglazial) | Jüngere Dryaszeit      | 10.730–9.700 ± 99 |
| Pleistozän (Weichsel- -Spätglazial) | Alleröd-Interstadial   | 11.400–10.730     |
| Pleistozän (Weichsel- -Spätglazial) | Ältere Dryaszeit       | 11.590–11.400     |
| Pleistozän (Weichsel- -Spätglazial) | Bölling-Interstadial   | 11.720–11.590     |
| Pleistozän (Weichsel- -Spätglazial) | Älteste Dryaszeit      | 11.850–11.720     |
| Pleistozän (Weichsel- -Spätglazial) | Meiendorf-Interstadial | 12.500–11.850     |
| (Weichsel- -Hochglazial)            | Mecklenburg-Phase      |                   |

Das Alleröd-Interstadial, auch Allerød-Interstadial oder Alleröd-Schwankung, ist die jüngste Teilperiode des Grönland-Interstadials 1, kurz vor dem Ende der letzten Kaltzeit (Quartär). Sie dauerte von 13.350 bis 12.680 Warvenjahren v. h., das entspricht 11.400 bis 10.730 v. Chr.

## Namensgebung und Begriffsgeschichte
Der Name wurde von Nikolaj Hartz und Vilhelm Milthers 1901 für spätweichselglaziale, interstadiale Ablagerungen vorgeschlagen. Die interstadialen Bedingungen wurden aufgrund von pflanzlichen Großresten erschlossen. Benannt wurde diese Warmphase nach der Typlokalität Allerød in Sjælland (Dänemark), nordwestlich von Kopenhagen. Johannes Iversen (1904–1971) konnte diese wärmere Phase anhand von Pollen erfassen und nannte sie Alleröd-Oszillation bzw. Alleröd period.

## Definition
Der Beginn des Alleröd-Interstadial ist durch die Ausbreitung der Birkenwälder definiert. Am Ende des Alleröd-Interstadials (und damit dem Beginn der Jüngeren Dryaszeit) verschwanden sie wieder und wurden durch eine Strauchtundra ersetzt.
Regionale Entsprechungen sind das Windermere-Interstadial in Großbritannien (11.900 bis 11.150 v. Chr.), das Woodgrange-Interstadial in Irland (11.800 bis 11.000 v. Chr.) und das Two Creeks-Interstadial in Nordamerika (11.350 bis 10.050 v. Chr.).
Das ursprüngliche Typusprofil bei Allerød (Seeland, Dänemark) existiert heute nicht mehr. Als Parastratotyp gilt deshalb Bølling Sø (Jütland, Dänemark).

## Stratigraphie
Das Einsetzen und die Dauer des Alleröd-Interstadials kann regional durchaus etwas abweichen. Voraus ging die Ältere Dryaszeit, während danach die Jüngere Dryaszeit folgte. Mit der Jüngeren Dryaszeit endete das Pleistozän und das Holozän begann.
Gemäß Rasmussen u. a. 2006 umfasst das Alleröd-Interstadial die Perioden (von jung nach alt):
- GS-1 Grönland-Stadial - 10.946 bis 9.753 v. Chr.: Jüngere Dryas
- GI-1a Grönland-Interstadial 1a - 11.149 bis 10.946 v. Chr. - warm: Aufwärmphase vor Einsetzen der Jüngeren Dryas
- GI-1b Grönland-Interstadial 1b - 11.361 bis 11.149 v. Chr. - kühl: Gerzensee-Schwankung
- GI-1c Grönland-Interstadial 1c - 12.004 bis 11.361 v. Chr. - warm: Alleröd-Biozone
Das Grönland-Interstadial 1c kann ferner weiter unterteilt werden (von jung nach alt):
  - GI-1c1 - 11.572 bis 11.324 v. Chr. - warm
  - GI-1c2 - 11.674 bis 11.572 v. Chr. - kalt: Aegelsee-Schwankung bzw. Ältere Dryas
  - GI-1c3 - 11.958 bis 11.674 v. Chr. - warm

Das Alleröd-Interstadial folgt gewöhnlich auf die Ältere Dryas mit der Periode GI-1c1. Gelegentlich wird seine Dauer jedoch länger verstanden; so setzt es beispielsweise in Süddeutschland, in der Schweiz, in Nordamerika und im nordatlantischen Raum unmittelbar nach der Ältesten Dryas mit der Periode GI-1c3 ein.
Für eine ausführliche Stratigraphie siehe van Raden u. a. 2012.

## Datierung

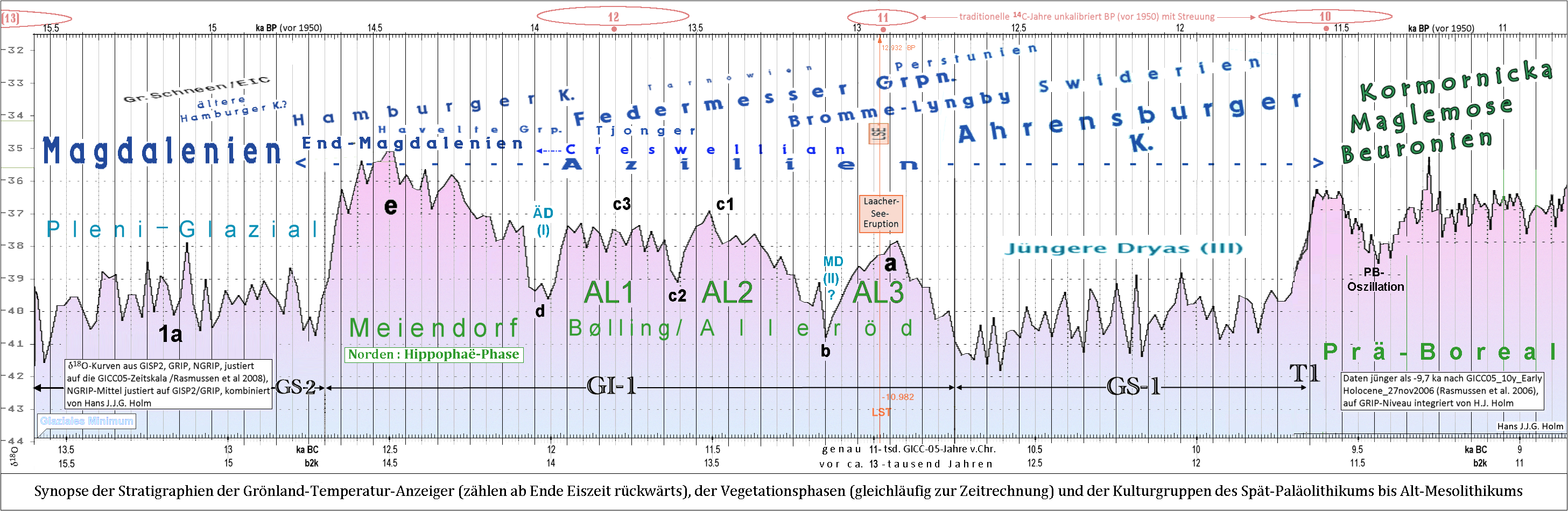
Endglazial - Eiskerndaten mit Kulturen

Die Datierung ist mit Hilfe der Dendrochronologie und der darin eingehängten Warvenchronologie abgesichert. Nach der Warvenchronologie dauerte das Alleröd-Interstadial von 13.350 bis 12.680 Warvenjahre v. h. Umgerechnet bedeutet dies 11.400 bis 10.730 v. Chr. Das Geozentrum Hannover datierte dieses Intervall auf 13.350 bis 12.700 v. h.
Die Auswertung der Jahreslagen im grönländischen Eis ergaben jedoch für das Alleröd-Interstadial eine wesentlich längere Zeitdauer von 971 ± 31 Jahren für GRIP und 1091 ± 29 Jahren für NGRIP.
In Skandinavien hatten Mangerud u. a. 1974 das Alleröd-Interstadial noch mit der Zeitspanne 11.800 bis 11.000 Radiokohlenstoffjahren definiert (entsprechend 11.757 bis 10.973 v. Chr.).

## Vulkanausbrüche
Der Ausbruch des Laacher Vulkans (Laacher See) ist ein herausragendes geologisches Ereignis (großflächige Ablagerung von Bimstuff, bis Nordeuropa nachweisbar), das in diesem Zeitintervall stattfand. Er liegt inmitten der Gerzensee-Schwankung (GI-1b). Die vom Wind weit verfrachtete vulkanische Asche erlaubt die Korrelation über weite Entfernung innerhalb von West-, Mittel- und Nordeuropa. Nach der Datierung erfolgte der Ausbruch 12.880 Warvenjahre v. h. (bezogen auf 1950), d. h. im Jahre 10.930 v. Chr.
Ein regional weitaus begrenzterer Ausbruch ereignete sich am Puy de la Nugère im französischen Zentralmassiv, dessen Tephren immerhin bis in den französischen Jura nachgewiesen werden können. Zwei Tephralagen werden den Intervallen 13.420 bis 13.010 und 13.300 bis 12.880 Jahre BP zugeordnet.
Eine kleinere Eruption war in der Chaîne des Puys um 13.200 ±1.300 Jahre BP vom Puy de Gorce ausgegangen.

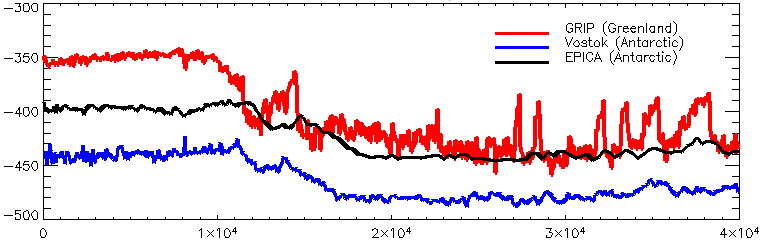
Drei Rekonstruktionen vergangener Temperaturen. Die rote Grip-Sequenz der Nordhalbkugel zeigt mit einer Gruppe von deutlichen Ausschlägen das Dryas-Ereignis (Jüngere und Ältere Dryas) vor ca. 13.000 Jahren (1,3 × 10^{4}). In den Kurven der Südhalbkugel (Wostok, EPICA aus der Antarktis) zeigt sich fast zeitgleich ein Absinken des Isotopenverhältnisses.

## Vegetationsgeschichtliche Entwicklung
Im Alleröd, das dem heutigen Klima schon sehr ähnlich war, gab es in Eurasien und in Mitteleuropa die erste flächige Wiederbewaldung nach der letzten Eiszeit (= Weichsel-Hochglazial). Es installierten sich vorwiegend Laub-/Nadel-Mischwälder, wobei in südlichen Regionen Laubwälder vorherrschten. Der erste Abschnitt des Alleröds war durch lichte Birkenwälder geprägt, später gab es zwar eine geschlossene, aber nicht allzu dichte Bewaldung, in der die Kiefer dominierte (Kiefernmaximum um 11.000 v. Chr.). Hinzu traten Espe, Fichte, Lärche, Wacholder vermischt mit Eiche, Weide und Hasel. Lichtungen und offenes Gelände wurden von Süßgräsern (Poaceae), Fuchsschwanzgewächsen (Chenopodiaceae) und Artemisia besiedelt. Gegen 11.000 v. Chr. ereignete sich in Norditalien der sogenannte Kiefernabfall, d. h. die bis dahin dominanten Kiefernwälder lichteten sich zusehends. Davon profitierte die Birke, die wieder die Vorherrschaft übernahm. Der Birkengipfel wurde jedoch erst in der beginnenden Jüngeren Dryas (um 10.300 v. Chr.) erreicht.

## Umweltparameter

### Temperaturen
Gemäß Johnsen u. a. 1995 waren die Temperaturen während des Alleröd-Interstadials in Grönland um 5 bis 12 K kälter als heute, für Irland ergeben sich gegen Ende des Alleröds 4 bis 5 K.
Nach dem Temperaturmaximum im Bölling-Interstadial begann ein genereller Abkühlungstrend, der sich schrittweise auch im Alleröd-Interstadial weiter fortsetzte. Lagen beispielsweise die Sommerdurchschnittstemperaturen (Juli) für Irland zu Beginn des Alleröds noch bei 13 °C, so hatten sie sich bis zu Beginn der Jüngeren Dryas auf rund 10 °C abgekühlt.
Die um 11.950 v. Chr. beginnende Alleröd-Biozone (GI-1c) war warm, zeigte aber unter mehreren Oszillationen einen leichten Temperaturrückgang. Die Gerzensee-Schwankung (GI-1b), englisch Intra Allerød Cold Period, brachte ab 11.300 v. Chr. eine deutliche Abkühlung von bis zu 2 K. Die ab 11.100 v. Chr. beginnende Aufwärmphase vor Beginn der Jüngeren Dryas (GI-1a), englisch pre Younger Dryas Warming, mit ebenfalls 2 K stellte die gegen Ende der Alleröd-Biozone herrschenden Temperaturverhältnisse wieder her, um dann mit einem bedeutenden Temperatursturz von knapp 3 K zur Jüngeren Dryas überzuleiten.

### Sauerstoffisotopen
Die δ18O-Werte gehen bis 11.000 v. Chr. stetig und in bedeutsamer Weise um 12 % zurück (von - 36 ‰ auf - 41 ‰), um dann bis gegen Ende des Alleröd-Interstadials (im GI-1a) wieder auf - 38 ‰ anzusteigen.

### Kohlenstoffisotopen
Auch die δ13C-Werte gehen während des Alleröds stetig um 57 % zurück (von 3,5 auf 1,5 ‰), wobei die Gerzensee-Schwankung dies etwas abbremst.

## Kulturgeschichte
An der Typlokalität Allerød in Dänemark, nordwestlich von Kopenhagen (Dänemark) wurden gegen Ende des 19. Jahrhunderts erstmals archäologische Überreste aus dieser für die Siedlungsentwicklung Europas in der späten Altsteinzeit (Spätpaläolithikum) bedeutsamen Periode gefunden. Durch die zunehmende Bewaldung Mitteleuropas wurden die großen Herden des Offenlandes als Lebensgrundlage der Jäger des Magdaléniens verdrängt. Infolgedessen wurden Siedlungen und Jagdlager kleiner; archäologische Hinterlassenschaften des Alleröds werden in Norddeutschland nach der typischen Steingerätform als Federmesser-Gruppen bezeichnet. In Süddeutschland besteht eine Kontaktzone zum späten Magdalénien. In etwa gleichzeitig entwickelten sich die Bromme-Kultur in Südskandinavien (11.400 bis 10.500 v. Chr.) und das Swiderien in Polen und Ungarn (13.000 bis 9.500 v. Chr.). Die Ahrensburger Kultur begann gegen Ende des Alleröd-Interstadials (10.760 bis 9.650 v. Chr.). Im südöstlichen Mittelmeerraum hatte das Neolithikum bereits eingesetzt.